# Guillaume Ier de Warenne
Pour les articles homonymes, voir Guillaume Ier.
Guillaume de Warenne ou de Varenne (William de Warenne et rarement of Warenne ou of Warren en anglais) († 24 juin 1088), fut l'un des compagnons de Guillaume le Conquérant dans sa conquête de l'Angleterre en 1066. Important baron anglo-normand, il fut l'un des hommes les plus riches de l'Angleterre nouvellement conquise. Il fut fait 1er comte de Surrey par Guillaume II le Roux peu avant sa mort. Il fut aussi le fondateur d'une dynastie qui domina le comté de Surrey jusqu'en 1347. Il est l'ancêtre des familles Warren d'Angleterre d'Irlande et d'Écosse.

## Biographie

### Début de carrière
Il est le fils de Rodulf († peu après 1074), un petit noble normand et d'une mère inconnue, qui pourrait être Béatrice († après 1053), l'une des nombreuses nièces de Gunnor (voir plus bas). Son toponyme vient du hameau de Varenne à quelques kilomètres au sud d'Arques-la-Bataille, au bord de la rivière Varenne.
Jeune homme, Guillaume aide le duc à consolider son pouvoir sur la Normandie, notamment dans les campagnes de 1052 et 1054 qui culminent avec la bataille de Mortemer. À l'issue de celle-ci, le duc dépouille Roger de Mortemer, son chef d'armée pour cette bataille, parent de Guillaume, de toutes ses possessions pour avoir libéré le prisonnier Raoul IV de Vexin, comte de Valois, dont Roger est aussi le vassal. Il se réconcilie plus tard avec le duc qui lui rend toutes ses possessions, sauf les châteaux de Mortemer et Bellencombre qui sont confiés à Guillaume.
Bellencombre, qui est au bord de la rivière Varenne devient le siège de la famille de Warenne en Normandie. Il est alors haut dans la faveur du duc, et celui-ci le récompense plus encore avec les terres confisquées en 1053 au comte Guillaume d'Arques. Guillaume fait alors partie des principaux barons du duché, et il est consulté par le duc Guillaume le Bâtard (plus tard le Conquérant) à propos de son projet d'invasion de l'Angleterre.

### Conquête de l'Angleterre

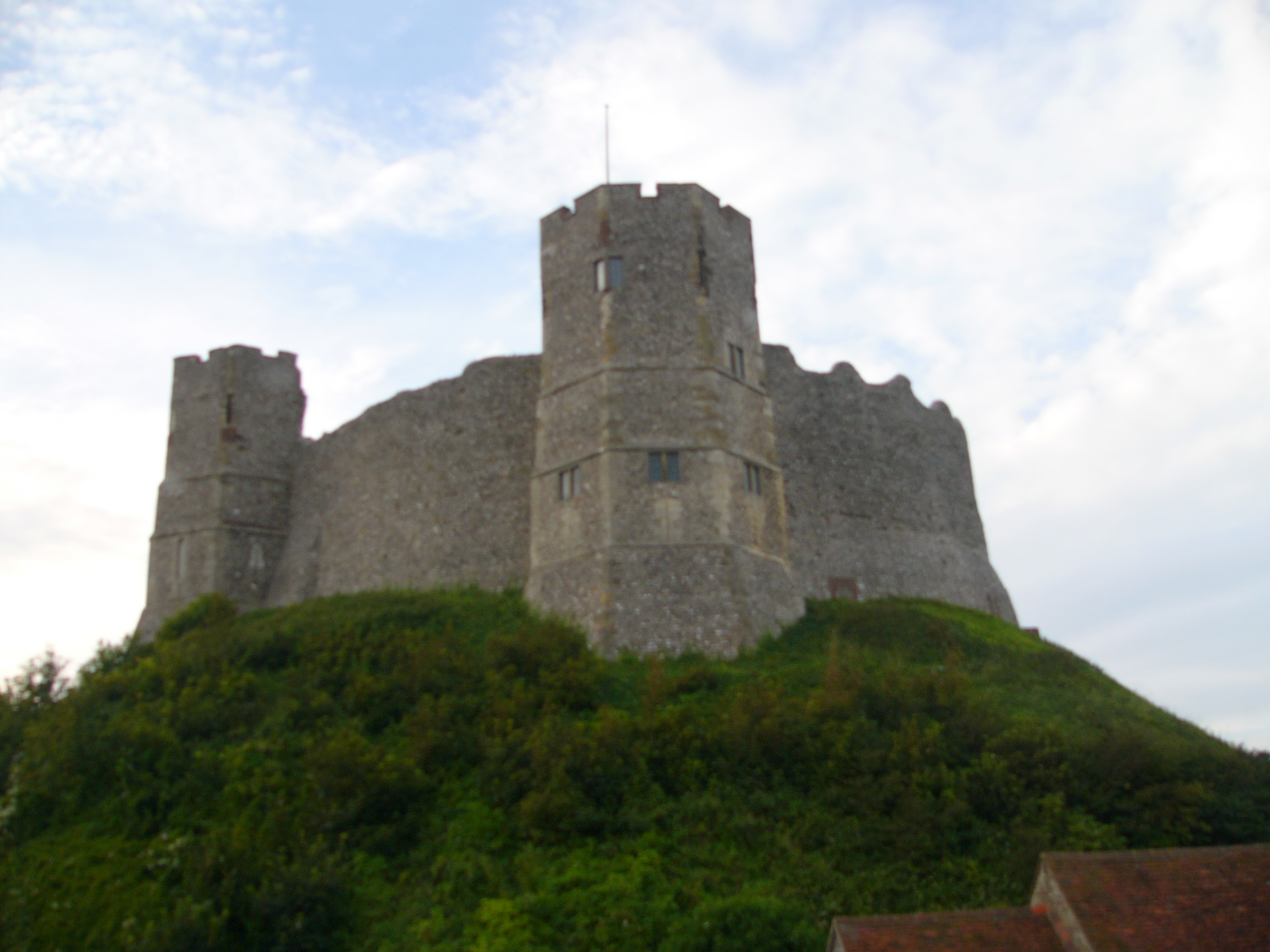
Le château de Lewes (Sussex).

Il est l'un des vingt compagnons du Conquérant identifiés avec certitude à la bataille de Hastings, et est donc probablement un commandant d'une partie de l'armée normande. En 1067, il est l'un des quatre barons responsables de l'Angleterre pendant que le roi est en Normandie. Lorsque Guillaume le Conquérant est de retour, il lui confie le rape de Lewes (Sussex). Les rapes du Sussex sont les divisions du comté et des territoires stratégiques pour la protection de la route vers et depuis la Normandie. Le château de Lewes, probablement construit par Guillaume de Warenne permet de surveiller le fleuve côtier Ouse. Il devient le siège familial en Angleterre. En 1073, à la suite d'un réarrangement des rapes pour en créer un nouveau pour Guillaume (I) de Briouze, il doit rendre quelques dizaines de seigneuries, mais en obtient en Est-Anglie en compensation.
Entre autres possessions importantes, il reçoit aussi le stratégique honneur de Conisbrough dans le Yorkshire du Sud. Il acquiert ce territoire probablement durant la campagne de dévastation du nord de l'Angleterre en 1068-1070. Il y construit aussi un château fort. Mais ses principaux domaines sont en Est-Anglie. Il est le principal propriétaire terrien du Norfolk, et possède de nombreuses seigneuries dans le Suffolk, l'Essex et le Cambridgeshire. Son centre de commandement pour ces domaines est Castle Acre dans le Norfolk.
Le Domesday Book nous indique qu'en 1086, Guillaume de Warenne est le quatrième plus riche baron d'Angleterre, après Odon de Bayeux et Robert de Mortain, les demi-frères du roi, et le comte Roger II de Montgommery. Les revenus générés annuellement par ses terres en Angleterre sont de 1140 livres sterling annuelles. 548£ lui reviennent directement chaque année, le reste revient à ses vassaux. À cette époque, il détient environ 300 manoirs, mais aucune terre dans le Surrey.
Il possède des terres dans onze comtés,,, principalement dans le Norfolk et le Yorkshire, comme tenant en chef ou vassal. Ses domaines dans l'est produisent la moitié de ses revenus et ceux du Sussex les deux cinquièmes. Il est très agressif dans la gestion de ses domaines, et n'hésite pas à s'approprier des domaines voisins des siens. Dans l'Essex, il s'empare de terres du diocède de Durham et de l'abbaye d'Ely. Dans le Sussex, il vole des terres appartenant aux nonnes de l'abbaye de Wilton.
En Normandie ses domaines ne sont pas particulièrement importants malgré les dons reçus du duc. Il a un frère aîné, nommé Raoul ou Rodulf, qui succède à leur père qui est toujours vivant en 1074. Il est toutefois possible qu'il hérite de quelques domaines.

### La révolte des comtes
En 1075 éclate la révolte des comtes Raoul de Gaël, comte d'Est-Anglie, et Roger de Breteuil, 2d comte d'Hereford. Guillaume et Richard de Bienfaite, que le roi a établi comme co-justiciers du royaume (Joint Chief Justiciar) pendant son absence, convoquent les rebelles à la cour. Ceux-ci ne daignant pas obéir aux ordres, ils lèvent l'armée d'Angleterre, aidés des évêques Odon de Bayeux et Geoffroy de Montbray, et livrent aux rebelles un combat sanglant. Orderic Vital relate que les rebelles capturés ont le pied droit tranché afin de pouvoir être reconnus,. Les deux justiciers assiègent ensuite le château de Norwich pendant trois mois, mais Raoul de Gaël s'est enfui en bateau.
Au début des années 1080, Guillaume de Warenne participe aux campagnes normande dans le Maine.

### La rébellion de 1088
Guillaume le Conquérant meurt en 1087, et en 1088 survient une révolte du fait que les barons anglo-normands doivent servir deux seigneurs, les fils aînés du roi, Robert Courteheuse pour leurs territoires en Normandie, et Guillaume II le Roux pour leurs possessions anglaises. Guillaume de Warenne est l'un des rares barons à rester fidèle au roi, alors que ses adversaires veulent le remplacer par le duc Robert, son frère aîné, plus facilement manipulable. Guillaume est immédiatement récompensé de son soutien au roi, et fait comte de Surrey en avril ou mai 1088. La rébellion est un échec, mais Guillaume meurt d'une blessure lors du siège du château de Pevensey.
Il est inhumé dans le chapitre du prieuré dédié à saint Pancrace qu'il avait fondé à Lewes vers 1078. Ce prieuré fut la première cellule clunisienne en Angleterre. Il avait pris la décision de sa fondation après un pèlerinage à Rome, qu'il avait dû interrompre à Cluny pour cause de guerre en Italie.
Pour C. Tyerman, Guillaume de Warenne eut une carrière météorique. Fils cadet d'un noble normand mineur, il devint l'un des hommes les plus riches d'un des plus riches royaumes d'Europe, grâce à une loyauté irréprochable envers ses seigneurs. Il fut aussi le fondateur d'une dynastie riche et puissante qui domina le comté de Surrey jusqu'en 1347.

## Controverses

### Sur l'identité de sa mère
L'identité de sa mère est sujette à débat, il existe des chartes de donation le mentionnant comme le fils d'Emma, qui serait la seconde femme de son père. Ce mariage n'aurait eu lieu que vers 1055, ce qui est incompatible avec l'âge de Guillaume à la bataille de Hastings en 1066. Il y a donc probablement confusion entre deux Rodulf, père et fils.
Au début du XIIe siècle l'archevêque Anselme de Cantorbéry interdit le mariage de Guillaume (II) de Warenne à une bâtarde d'Henri Ier d'Angleterre, pour cause de consanguinité. Cela tend à confirmer la mention par Guillaume de Jumièges que Guillaume est le fils de Béatrice († après 1053), une nièce de Gunnor et le frère de Roger de Mortemer. Pour C. P. Lewis, l'interprétation la plus plausible est que Béatrice était la mère ou la grand-mère de Guillaume de Warenne.

### Sur les origines de sa femme Gundred
Les historiens s'accordent aujourd'hui pour affirmer qu'elle était la sœur de Gerbod le Flamand, l'officieux comte de Chester, confirmant ainsi la filiation donnée par Orderic Vital. Il a existé néanmoins un vif débat autour de son ascendance, certains historiens et généalogistes la considérant comme une fille légitime de Guillaume le Conquérant et de Mathilde de Flandre, ou comme une fille de Mathilde par un précédent mariage inconnu.
La confusion est due à la charte de fondation du prieuré de Lewes qui contient la phrase latine suivante, attribuée à Guillaume de Warenne : « pro salute dominae meae Matildis Reginae matrix uxoris meae. » (pour […] la reine Mathilde, mère de ma femme). Par conséquent, il a été fait l'hypothèse que Gundred et son frère Gerbod seraient les enfants de Mathilde de Flandre, ce qui expliquerait pourquoi Gerbod, un Flamand, se verrait confier le très stratégique comté de Chester à la suite de la conquête.
Pour l'historienne Elisabeth van Houts, Gundred est certainement la fille de Gerbod de Oosterzele-Scheldewindeke, qui tient une charge héréditaire d'avocat auprès de l'abbaye Saint-Bertin de Saint-Omer. Elle est une parente éloignée de la reine Mathilde, et a deux frères, Gerbod le Flamand, qui quitte l'Angleterre vers 1071 ; et Frederick, qui est tué par le rebelle Hereward l'Exilé à peu près à la même époque. À la mort de ce dernier, sa sœur et son mari héritent de ses terres dans le Cambridgeshire et le Norfolk.

### La richesse des Warenne
En mars 2000, le Sunday Times publia une enquête sur les plus riches personnalités de Grande-Bretagne du millénaire qui allait s'achever. Leurs calculs montra qu'en valeur actuelle, Guillaume de Warenne était le plus riche particulier de tout le IIe millénaire britannique avec une valeur estimée de ses biens à 57,6 milliards de livres sterling actuelles.
Le calcul est certes spécieux – d'ailleurs les dix premiers du classement vécurent au Moyen Âge – mais démontre que les possessions de Guillaume de Warenne étaient gigantesques.
En 2007, dans un livre intitulé The Richest of the Rich (Les plus riches des riches), Philip Beresford et William D. Rubinstein désignent Alain le Roux comme le particulier le plus riche d'Angleterre de tous les temps. En utilisant le même type de calcul que pour l'étude de 1999, sa fortune est estimée à 74 milliards de livres sterling.

### Mariage et descendance
Vers 1066-69, il épouse Gundred, sœur de Gerbod le Flamand, officieux comte de Chester. Elle meurt en couches le 27 mai 1085 à Castle Acre, Norfolk. Ils eurent :
- Guillaume (II) (avant 1071 – 1138), 2e comte de Surrey, hérite des possessions de son père ;
- Édith, épouse Gérard de Gournay († 1099), seigneur de Gournay-en-Bray. Ils participent à la première croisade, et son mari meurt avant la prise de Jérusalem. Elle épouse ensuite Dreux (I), seigneur de Mouchy (Beauvaisis)[19] ;
- Raynald (avant 1080 – avant 1118), hérite des possessions flamandes de sa mère. Il soutient Robert Courteheuse contre Henri Ier et est capturé juste avant la bataille de Tinchebray, puis relâché ;
- une fille non nommée, épouse Ernise de Colungis ;
- Gundred.

En secondes noces, il épouse une sœur de Richard Gouet, un noble du Perche.

### Sources
- C. P. Lewis, « Warenne, William (I) de, first earl of Surrey (d. 1088) », Oxford Dictionary of National Biography, Oxford University Press, 2004.
- « William Warenne », Christopher Tyerman, Who's Who in Early Medieval England, 1066-1272, Shepheard-Walwyn, 1996 (ISBN 0856831328), p. 36-37.
- « Comtes de Surrey », Medieval Lands, Fondation for Medieval Genealogy.
- George Floyd Duckett, Observations on the parentage of Gundreda, the daughter of William, duke of Normandy, Sussex Archaeological Society, 1878. En ligne sur Oldbooksoncd.com.
- Guillaume de Warenne dans le Domesday Book.
- Détail des possessions de Guillaume de Warenne en Angleterre d'après le Domesday Book.